# 아르켈로코스
아르켈로코스는 그리스 신화의 트로이 전쟁에서 트로이군의 장수로 안테노르의 아들이다.
그는 형제인 아카마스와 함께 아이네이아스의 밑에서 다르다니에 군을 지휘하며 그리스 연합군에 맞서 싸웠다. 텔라몬의 아들 아이아스에게 죽임을 당했다.